# Eurodif (entreprise)
Pour les articles homonymes, voir Eurodif (magasin).

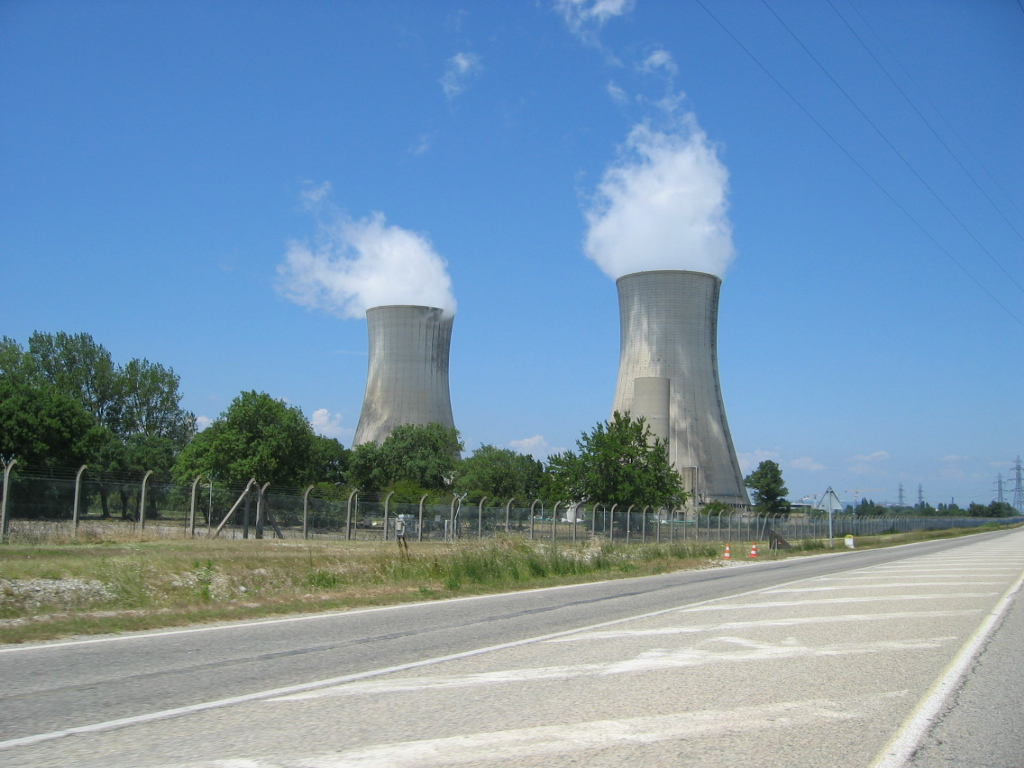
Cheminées de refroidissement de l'usine d'enrichissement Eurodif du Tricastin.

Eurodif, créée en 1973, était une société spécialisée dans l'enrichissement de l'uranium. Elle a été absorbée par Orano CE (Chimie-Enrichissement), filiale d'Orano, en 2020.
Cette société était présente commercialement en France et à l'international. Elle possédait deux filiales : 
- Eurodif Production, aujourd'hui Orano CE Tricastin, qui exploite l'usine Georges-Besse II, située en France dans le département de la Drôme sur le site nucléaire du Tricastin, dont Eurodif SA était propriétaire[2],[3] ;
- Socatri, implantée sur le même site du Tricastin.

Ses actionnaires étaient en 2010, Areva NC (44,65 %), Sofidif (25 %), Synatom (11,11 %), Enusa (11,11 %) et Enea (8,13 %). La société possédait également une implantation à Vélizy-Villacoublay.

## Histoire
Fort de l'expérience acquise avec l'usine militaire de Pierrelatte et devant la nécessité de disposer d'une telle installation d'enrichissement pour développer un programme nucléaire autonome, le Président Georges Pompidou propose fin 1969, à La Haye, aux pays européens intéressés de s'associer à des études de faisabilité d'une usine d'enrichissement de taille internationale. Un accord est signé avec les principaux pays européens à Paris, le 25 février 1972, pour former une association qui, sous le nom d'Eurodif, avait pour mission d'étudier « les perspectives économiques liées à la réalisation, en Europe, d'une usine d'enrichissement de l'uranium par le procédé de diffusion gazeuse, compétitive sur le plan mondial ». Font partie de cette association dont la durée de vie n'est statutairement que de deux ans : la France, la Belgique, le Royaume-Uni, l'Italie, les Pays-Bas et la république fédérale d'Allemagne. En 1972, l'Espagne et la Suède sont admises dans le groupement, avec respectivement les sociétés Empresa nacional del uranio S.A. (Enusa), société détenue à 60 % par l'État espagnol, et l'A.B. Atomenergi (société d'État). Mais en 1973 le Royaume-Uni et les Pays-Bas décident de se retirer du groupement.
Un protocole d’accord est finalement signé le 9 octobre 1973 entre le CEA et le Comitato Nazionale per l’Energia Nucleare (Italie), l’AGIP Nucleare, l’Enusa (Espagne), l’AB Atomenergi (Suède), Synatom et le Centre d’Étude de l’Énergie Nucléaire (Belgique). Cet accord décide de la constitution d'une société commune (société anonyme à directoire et conseil de surveillance) dénommée Eurodif pour les études et recherches dans le domaine de l’enrichissement par diffusion gazeuse, ainsi que la réalisation et l’exploitation d’usines et la commercialisation d’uranium enrichi.
Le 7 juin 2012, Areva met fin aux opérations de l'usine d'enrichissement de Georges Besse après 33 ans d'activité, et après avoir répondu à un quart de la demande mondiale en combustible nucléaire. En échange, Areva ouvre l'usine d'enrichissement Georges-Besse II qui utilise le procédé de centrifugation, un procédé cinquante fois moins consommateur en électricité,. Les opérations d'assainissement et de démantèlement ont un coût prévisionnel de 725 millions d'euros.
Une enquête publique est ouverte début 2017 avant le démantèlement de l'usine d'enrichissement Georges Besse. Trente ans de travaux sont prévus pour évacuer 300 000 tonnes de déchets, dont 200 000 tonnes très faiblement radioactifs à vie longue, en particulier 150 000 tonnes d'acier. Depuis 2015, une première phase d'assainissement a été réalisée, permettant de récupérer 350 tonnes d'hexafluorure d'uranium. Les travaux pourraient commencer en 2018 et occuper 300 salariés en moyenne.
L'usine Georges-Besse II a atteint en 2016 sa pleine capacité de 7,5 MUTS (millions d'UTS).

## Controverse avec l'Iran

### Entrée de l'Iran dans la société Eurodif
En 1974, la part suédoise de 10 % dans Eurodif était parvenue à l'Iran à la suite d'un accord franco-iranien datant du 27 juin. Cet accord prévoyait la vente par la France de cinq centrales atomiques américaines (licence Framatome), l'approvisionnement de l'Iran en uranium enrichi, la construction par Technicatome d'un centre nucléaire comportant trois réacteurs de recherche, l'exploitation en commun des gisements d'uranium qui pourraient être découverts en Iran et celle de gisements dans des pays tiers, la formation des scientifiques iraniens, ainsi que « l'accès de l'Iran à l'industrie de l'enrichissement de l'uranium ».
Le Commissariat à l'énergie atomique (CEA) français et l'Organisation iranienne à l'énergie atomique ont alors fondé la Sofidif (Société franco–iranienne pour l’enrichissement de l’uranium par diffusion gazeuse), possédant respectivement 60 % et 40 % des parts. En retour, la Sofidif a acquis une part de 25 % dans Eurodif, ce qui donnait à l'Iran une minorité de blocage dans Eurodif. Le reste des 75 % d'Eurodif étaient répartis entre le CEA (27,8 % des parts), et trois actionnaires minoritaires (l'Italie, l'Espagne, la Belgique).
En tant qu'actionnaire, l'Iran avait un droit d'enlèvement sur 10 % de l'uranium enrichi par Eurodif,.
Chef de l'État iranien, le monarque Mohammad Reza Pahlavi a prêté un milliard de dollars américains à la suite d'un accord signé en décembre 1974, lors du voyage officiel du Premier ministre Jacques Chirac à Téhéran, et prévoyant l'entrée de l'Iran dans Eurodif,, puis encore 180 millions USD en 1977, pour la construction de l'usine Eurodif, afin d'avoir le droit d'acheter 10 % de la production d'uranium enrichi du site.
Les contrats sur la vente de centrales et d'équipements ont été signés à Téhéran le 18 novembre 1974 par Michel d'Ornano, ministre de l'Industrie et de la Recherche, et son homologue iranien, la France vendant finalement deux centrales Westinghouse à l'Iran (fourniture partagée entre la France et la RFA).

### Contentieux avec l'Iran
Lors de la révolution islamique de 1979, l'ayatollah Khomeini, exilé en France, revient en Iran et prend le pouvoir. Au départ soutenu par la France ainsi que par les États-Unis, qui ne songent alors qu'à faire tomber le chah, les dirigeants de l'Iran vont bientôt se retourner contre Paris et Washington. Téhéran suspend alors ses paiements et réclame le remboursement du prêt en faisant pression sur la France.
En 1981, après la mise en service de l'usine Eurodif, l'Iran réclame 10 % de la production d'uranium enrichi auquel il a contractuellement droit, ce que la France refuse.
Le 17 novembre 1986, après plusieurs attentats meurtriers à Paris, attribués (pour ceux de septembre) aux Fractions armées révolutionnaires libanaises (FARL, dirigées par Georges Ibrahim Abdallah) et l'enlèvement de journalistes français (Jean-Paul Kauffmann, Michel Seurat…) retenus en otage au Liban par des groupes liés à l'Iran, la France signe un accord partiel, prévoyant le remboursement de 330 millions de dollars  (accord rendu public par un communiqué du Quai d'Orsay), mais refuse de fournir toute livraison d'uranium enrichi. Le même jour se produit l'assassinat de Georges Besse par Action directe, PDG de Renault mais surtout le fondateur d’Eurodif. Selon Dominique Lorentz, les terroristes l'avaient déjà désigné en prenant pour cible, le 14 septembre 1986, le Pub Renault.
Selon Dominique Lorentz qui s'appuie en particulier sur Roland Jacquard, Action directe, qui revendiqua l'assassinat de Besse, étaient lié aux FAR toutes les organisations qui « agissaient en l'occurrence pour le compte de la République islamique [d'Iran], au même titre que le Jihad islamique et le Hezbollah ». Ces informations, provenant des services de renseignement antiterroristes français, sont mises en doute par d'autres personnes, qui soulignent le paradoxe consistant à voir un groupe d'inspiration autonome et marxiste-léniniste à appuyer le « régime des mollahs ».
Le versement de 330 millions de dollars a lieu le 22 novembre 1986. Néanmoins, les Iraniens affirment alors que le contentieux comportait d'autres éléments. Reza Amrollahi, vice-Premier ministre et président de l'Organisation iranienne à l'énergie atomique, voyage en France en décembre 1986 et visite l'usine Eurodif, proposant de reprendre la coopération nucléaire, mais aucun accord n'est signé. En 1988, Jacques  Chirac signe un accord avec l'Iran qui prévoit le remboursement complet des sommes exigées par l'Iran, mais également le rétablissement des relations diplomatiques entre les deux pays, et la cession de 10 % de l'uranium produit par Eurodif à l'Iran.
En 2009, l'Iran détient toujours 10 % des parts de l'usine de Tricastin.

## Données générales

### Direction de l’entreprise
- Georges Besse : 1973-1976 (départ pour la COGEMA) ;
- Jean-François Petit à partir de 1976 ;
- Francois-Xavier Rouxel jusqu'en 2011.

### Actionnariat
L'actionnariat a évolué dans le temps, suivant les arrivées et départs des états membres et les restructurations des différentes entreprises actionnaires.
En 1986, il était le suivant : Cogema (36,528 %), Sofidif (société franco-iranienne pour l'enrichissement de l'uranium par diffusion gazeuse, 25 %), Enea (Energia nucleare et delle energia alternative, 8,125 %), Agip nucleare (8,125 %), Enusa  (Empresa nacional del uranio, S.A.) (11,11 %), Soben (Société belge pour l'enrichissement de l'uranium) (11,11 %).
En 2010 les actionnaires d’Eurodif sont les suivants : Areva NC (44,65 %), Sofidif (25 %), Synatom (11,11 %), Enusa (11,11 %) et Enea (8,13 %)

### Chiffre d'affaires
Le chiffre d'affaires de 2008 s'établissait à 44 064 000 euros, et son résultat pour cette même année était de 96 668 000 euros de pertes.

### Effectifs
L'usine Eurodif possédait en 2012 près de 800 employés.